# Tōhō (Fukuoka)
Pour les articles homonymes, voir Tōhō.
Tōhō (東峰村, Tōhō-mura) est un village du district d'Asakura, dans la préfecture de Fukuoka, au Japon.

## Géographie

### Situation
Le village de Tōhō est situé dans la partie est de la préfecture de Fukuoka, à la limite nord-ouest de la préfecture d'Ōita, sur l'île de Kyūshū et à une distance d'une quarantaine de kilomètres au sud-est de la ville de Fukuoka, chef-lieu de la préfecture.

### Hydrologie
Dans le nord du village se trouve le cours supérieur de la rivière Koishiwara qui se jette dans le lac Kamiakizuki, un lac artificiel dans la ville voisine d'Asakura, et rejoint le fleuve Chikugo dans le nord-est de la ville de Kurume.
La rivière Ōhi prend sa source au mont Shiroishi, haut de 748 m, dans le nord-ouest du village. Son cours s'oriente sud-est, quitte le village au mont Hōshu, au sud, et rejoint, dans le nord-ouest de la ville de Hita (préfecture d'Ōita), le fleuve Chikugo.

### Démographie
Au 1er juin 2015, la population de Tōhō s'élevait à 2 328 habitants répartis sur une superficie de 51,97 km2. Elle est en baisse constante depuis le début des années 1970, passant de 4 190 habitants en 1970 à 2 433 en 2010.
La population du village est concentrée dans d'étroits vallons le long de la route nationale 211 qui traverse le village du sud-est au nord-ouest, et le long de la ligne Hitahikosan qui traverse du nord au sud la partie est du village.
Le village est occupé à 86 % par des forêts.

### Municipalités voisines
| Kama    | Kama                     | Soeda |
| Asakura | Tōhō                     | Hita  |
| Ukiha   | Hita (préfecture d'Ōita) | Hita  |

## Histoire
En 1889, au cours de la mise en place du nouveau système d'administration des municipalités élaboré par le gouvernement de Meiji, les villages de Koishiwara et Hōshuyama sont créés et intégrés au district d'Asakura. Puis, en mars 2005, ces deux villages sont fusionnés pour former le village de Tōhō dont Hōshuyama forme la partie est.

## Économie
Le village de Tōhō a connu une importante transformation de son économie depuis la fin de la Seconde Guerre mondiale. En effet, dans les années 1950, les secteurs économiques de la pêche et de l'agriculture mobilisent environ 70 % de la main-d'œuvre. À la fin des années 1990, l'industrie manufacturière représente plus de 40 % des emplois et le secteur des services près de 40 %.

## Climat
Le climat du village de Tōhō est façonné par la mer d'Ariake, environ 55 km plus au sud-ouest. L'hiver le mercure peut descendre jusqu'à −1 °C avec des chutes de neige, et monter jusqu'à 30 °C en été.
Des périodes de fortes précipitations de pluie surviennent fréquemment aux mois de juin et juillet.

## Culture locale et patrimoine
Le village de Tōhō est membre de l'association Les Plus Beaux Villages du Japon depuis 2012.

### Patrimoine architectural

#### Château de Matsuo
Durant l'époque Sengoku (milieu du XVe siècle-fin du XVIe siècle), le château de Matsuo est la résidence d'un gouverneur féodal vassal du clan Akizuki dans la province de Chikuzen.
En 1600, Kuroda Nagamasa, originaire de la province de Bizen et vainqueur à la bataille de Sekigahara aux côtés de son père, Kuroda Yoshitaka, et de Tokugawa Ieyasu, le futur maître du Japon unifié, reçoit en récompense des terres dans la province de Chikuzen. Il fonde le domaine de Fukuoka et fait construire le château de Fukuoka en 1601. Le château de Matsuo devient une annexe de ce dernier sous le contrôle du clan Kuroda.
En 1615, le château est détruit conformément à la loi « une province, un château » nouvellement promulguée par le pouvoir central installé à Edo.

#### Sanctuaire Iwaya

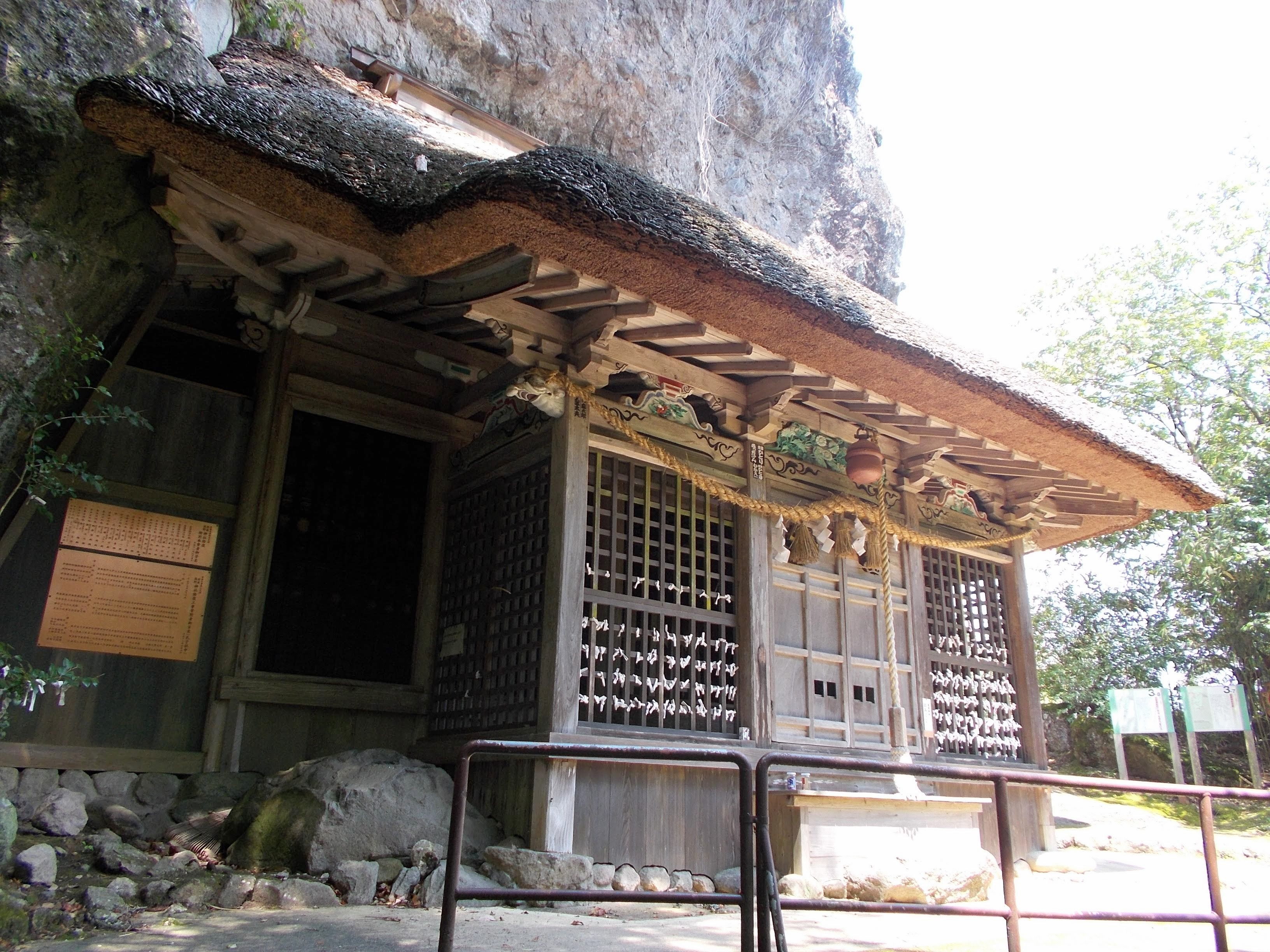
Honden du sanctuaire Iwaya.

Selon une légende, en 532, un prêtre bouddhiste venu de Chine ouvrit un lieu d'étude accueillant des yamabushi, des ascètes montagnards. En 547, neuvième année du règne de l'empereur Kinmei, un objet brillant tomba du ciel et vint finir sa chute sur le flanc d'une colline au-dessus d'une caverne. Le prêtre découvrit qu'il s'agissait d'un rocher et, voyant dans sa soudaine apparition un signe des dieux, le désigna comme pierre gemme sacrée et le baptisa « pierre précieuse céleste ». Le rocher devint ainsi un élément naturel sacré, un goshintai hébergeant un gongen selon la religion autochtone, le shintō, et une « pierre miraculeuse exauçant tous les vœux » selon le bouddhisme.
Un sanctuaire fut construit pour marquer le caractère désormais sacré de cette partie de la colline.
En 648, un villageois reçut un signe du ciel ; il organisa alors une cérémonie religieuse au cours de laquelle la pierre sacrée fut liée à un shimenawa, une corde torsadée en paille de riz, orné de gohei. Ce rituel est reproduit depuis, chaque année le 19 octobre.
Le bâtiment principal a été construit en 1698 sur l'ordre de Kuroda Tsunamasa, quatrième daimyō du domaine de Fukuoka. Il est classé bien culturel important depuis 1978. Dans une caverne, au-dessus de ce bâtiment, est logé le sanctuaire Kumano, un sanctuaire secondaire construit en 1686 et lui aussi classé comme bien culturel important.
L'entrée du sanctuaire se trouve au pied de la colline, dans l'est du village ; il faut gravir un long escalier en pierre pour atteindre la terrasse sur laquelle est érigé, à l'altitude de 336 m, le bâtiment principal adossé à la « pierre précieuse céleste ». L'enceinte du sanctuaire est située dans le parc public d'Iwaya lui-même partie intégrante du parc quasi national de Yaba-Hita-Hikosan.

#### Vestiges archéologiques
Des fouilles archéologiques ont mis au jour dans l'ancien village de Koishiwara un four à bois datant de la seconde moitié du XVIIe siècle. Ce four, d'une longueur de 15 m et d'une largeur de 2,2 m, est une touraille à céladons composée de six foyers de cuisson. Des pièces de porcelaine de Takatori destinées à la cérémonie du thé ont aussi été trouvées.
Un second four d'une longueur de 20 m a été trouvé non loin du premier. Il s'agirait d'un four construit en 1689 par Hachizō Takatori, un potier coréen venu s'installer dans le domaine de Fukuoka à l'invitation de Kuroda Nagamasa.

### Gastronomie

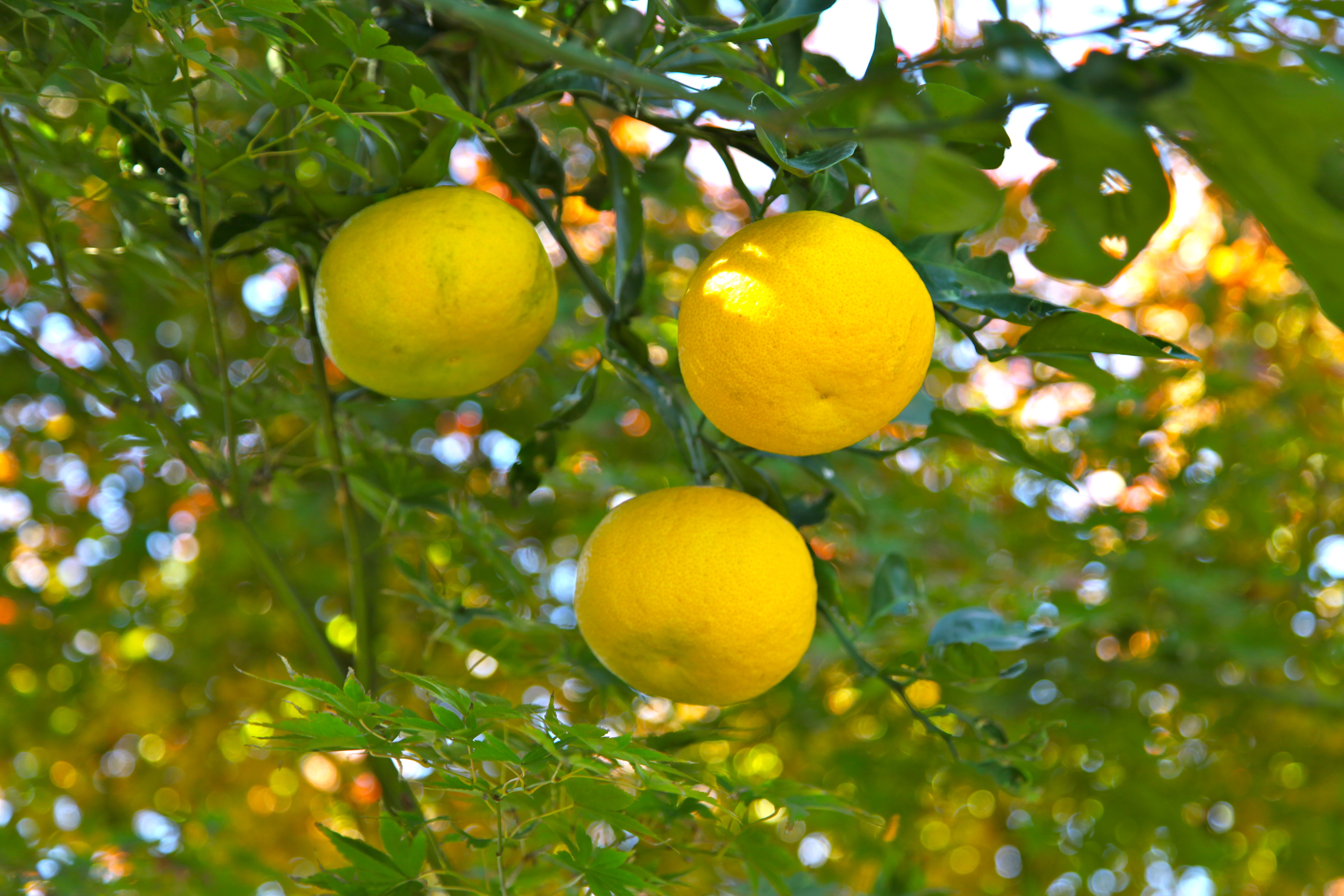
Yuzu.

À côté des traditionnels galettes de riz gluant, shiitakes et konjacs séchés, miso, saké, sauce de soja et autres umeboshi, le village de Tōhō propose des glaces au parfum de pamplemousse, de yuzu (agrume originaire de Chine), ou de farine de riz, des variétés locales de manjū, de la liqueur de pamplemousse et diverses sortes de wagashi, pâtisseries traditionnelles japonaises.

### Manifestations culturelles

#### Iwaya matsuri
La fête traditionnelle du sanctuaire Iwaya, célébrant l'arrivée du printemps, a lieu chaque année au mois d'avril.
La traditionnelle procession de mikoshi débute au sanctuaire Iwaya, traverse le village et revient au sanctuaire. Sur le parcours, le sanctuaire portable est joyeusement balloté.
Dans l'enceinte du sanctuaire, un rituel de purification du shugendō, hiwatari, est observé en allumant un grand feu et en marchant sur des braises.

#### Takagi-jinja matsuri
La kermesse estivale du sanctuaire Takagi, situé dans l'est du village de Tōhō, a lieu tous les ans fin juillet. La procession de mikoshi est assurée par les enfants du village qui sont copieusement arrosés d'eau tout au long du parcours. Après l'effort, ils peuvent s'adonner à la pêche du poisson rouge, acquérir un masque de leur héros de manga favori, un scarabée-rhinocéros du Japon ou une lanterne chinoise, déguster une barbe à papa, des castella, une pomme d'amour ou des takoyaki dans les diverses échoppes traditionnelles ambulantes.
Le soir venu, il leur est permis d'assister à un spectacle de marionnettes et à un concert de tambours japonais.
La fête se termine avec la pratique du rituel usogae, une prière pour se faire pardonner les mensonges de l'année passée, suivi d'une tombola.

#### La fête des lucioles

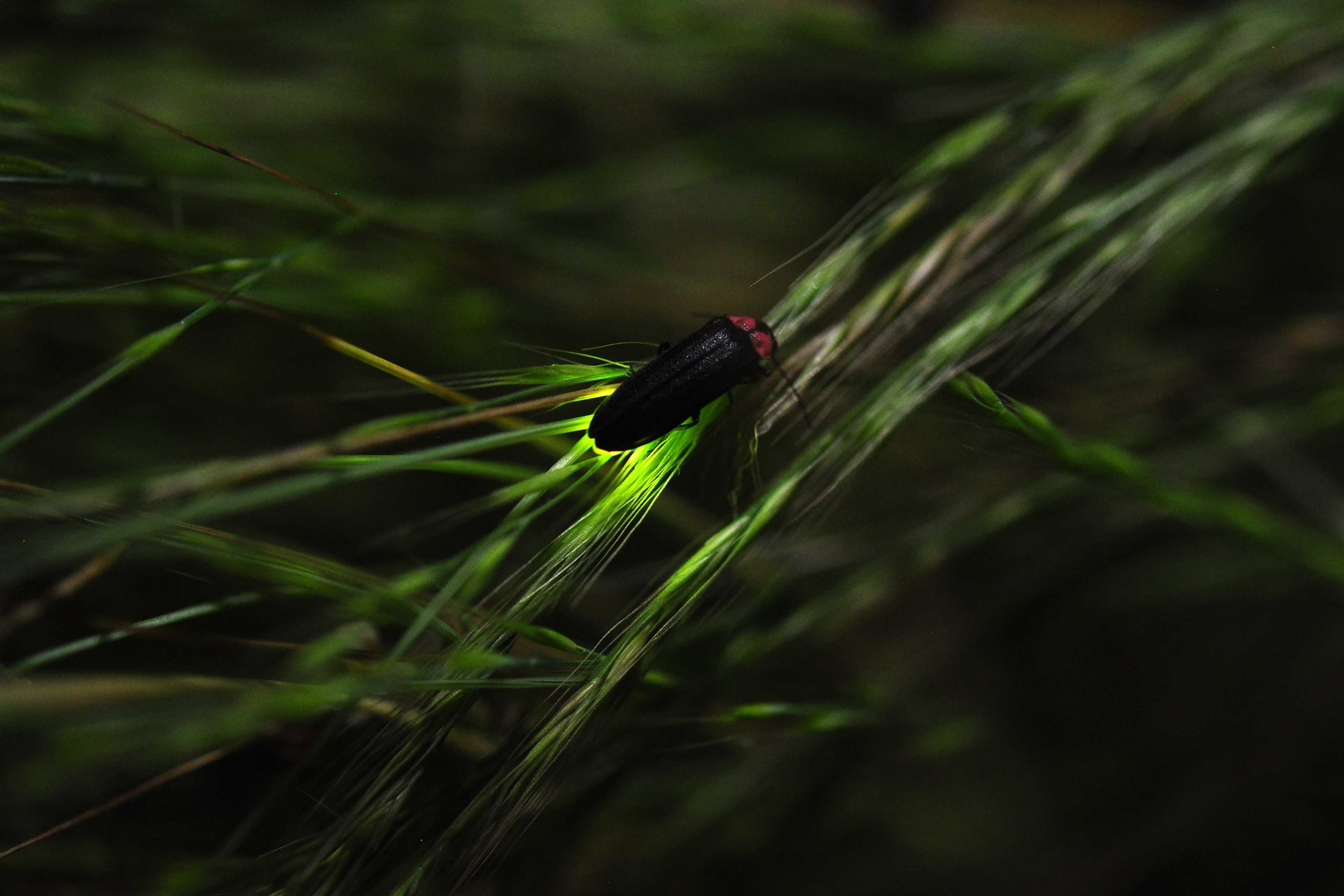
Une luciole.

Depuis 1987, chaque premier samedi du mois de juin, a lieu Hotaru matsuri, une fête locale célébrant les lucioles, insectes coléoptères qui annoncent le début de l'été et sont un indicateur de la qualité de l'environnement naturel et, en particulier, de l'eau.
À la nuit tombée, d'innombrables lucioles éclairent le ciel d'une bioluminescence verte le long de la rivière Ōhi,.
Le lieu de l'événement est le parc aquatique de Taneda, à Hōshuyama dans le sud du village.

#### Oshishimawashi

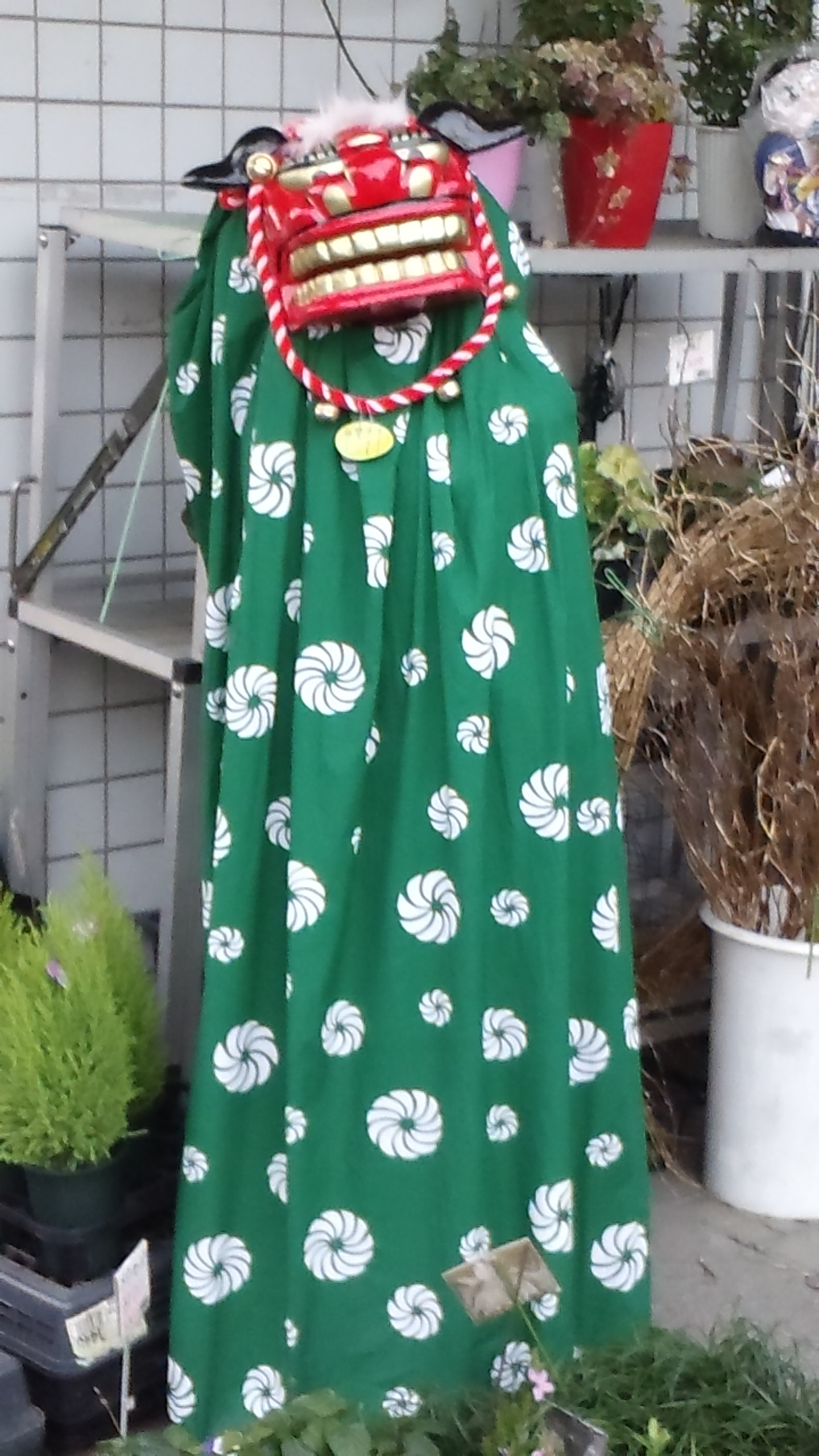
Costume pour la danse du lion.

En juillet, après la plantation du riz, des villageois enfilent une cape verte parée de motifs blancs et une tête de lion en bois laqué, ressemblant ainsi aux créatures légendaires qui gardent traditionnellement l'entrée des sanctuaires shintō (komainu) ; d'autres se déguisent en oni, un démon du folklore japonais. Ces derniers passent de maison en maison pour faire peur aux enfants alors que les premiers passent après eux pour chasser les démons des foyers.
Chaque villageois entre sa tête dans la gueule du lion, un geste rituel censé apporter la bonne santé et de bonnes récoltes.
Cette tradition estivale qui s'apparente à Setsubun : Oshishimawashi, remonte à l'ère Ansei (1854-1860).

#### Cérémonie des mille bougies
Chaque année, en septembre, à Koishiwara dans l'est du village de Tōhō, des centaines de lanternes et de bougies sont allumées dans l'enceinte du sanctuaire Takagi. C'est la cérémonie d'inspiration bouddhique des « mille flammes éternelles », Sentōmyō,.
Des danses sacrées sont exécutées par d'authentiques yamabushi sur de la musique shintoïste.

## Symboles municipaux
La bannière du village de Tōhō est composée de deux montagnes vertes réunies sur un fond blanc, ce qui rappelle que le village est issu de la réunion de deux anciens villages.

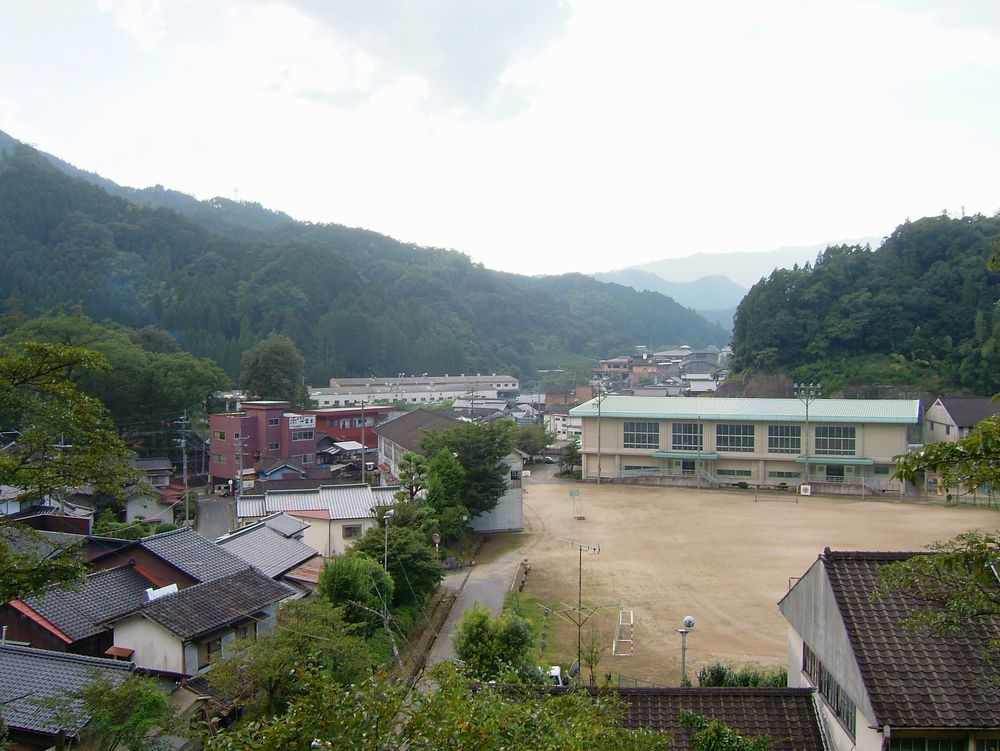
Aperçu du village de Tōhō (partie sud).
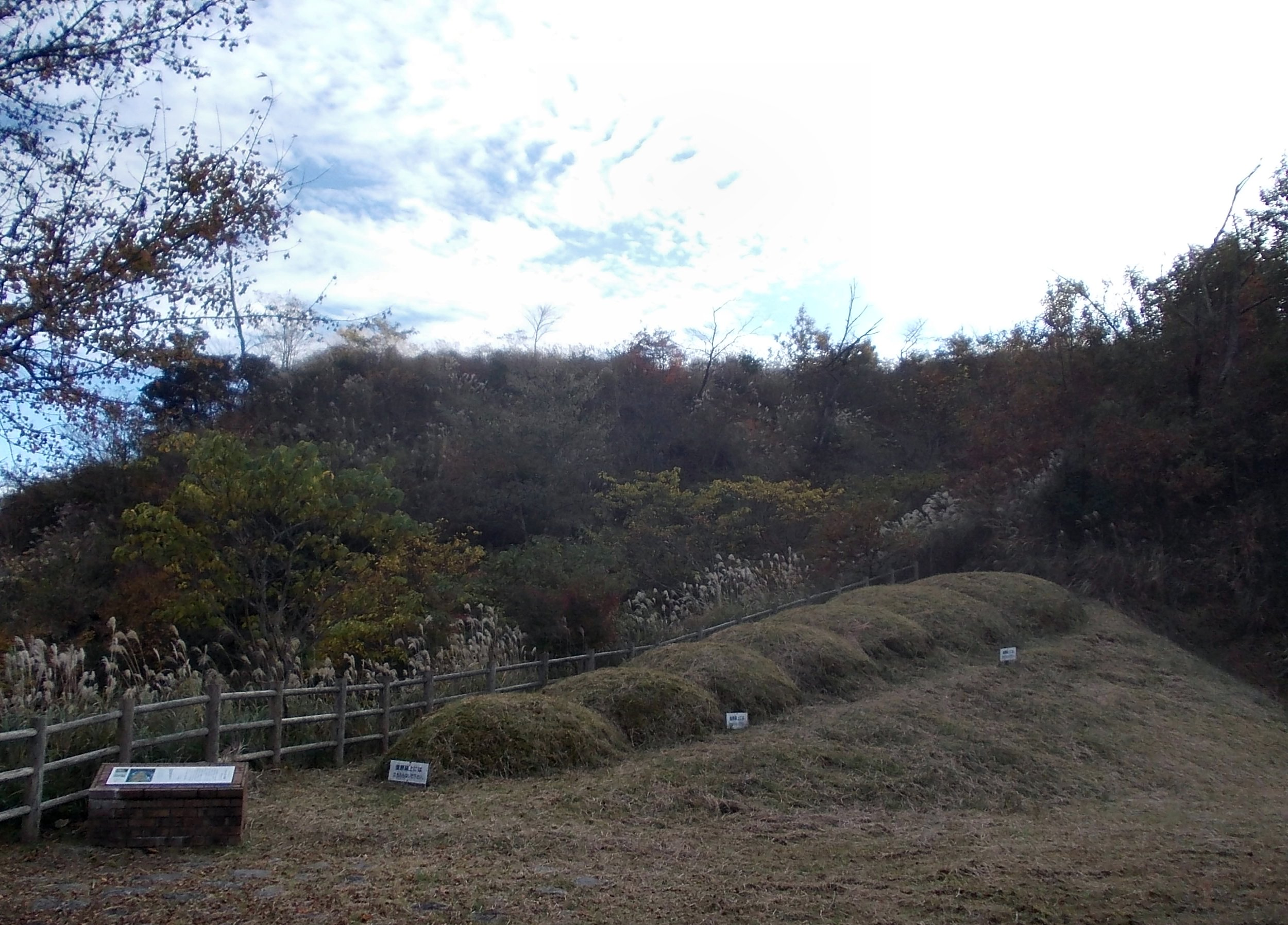
Vestiges d'un four à céramiques.
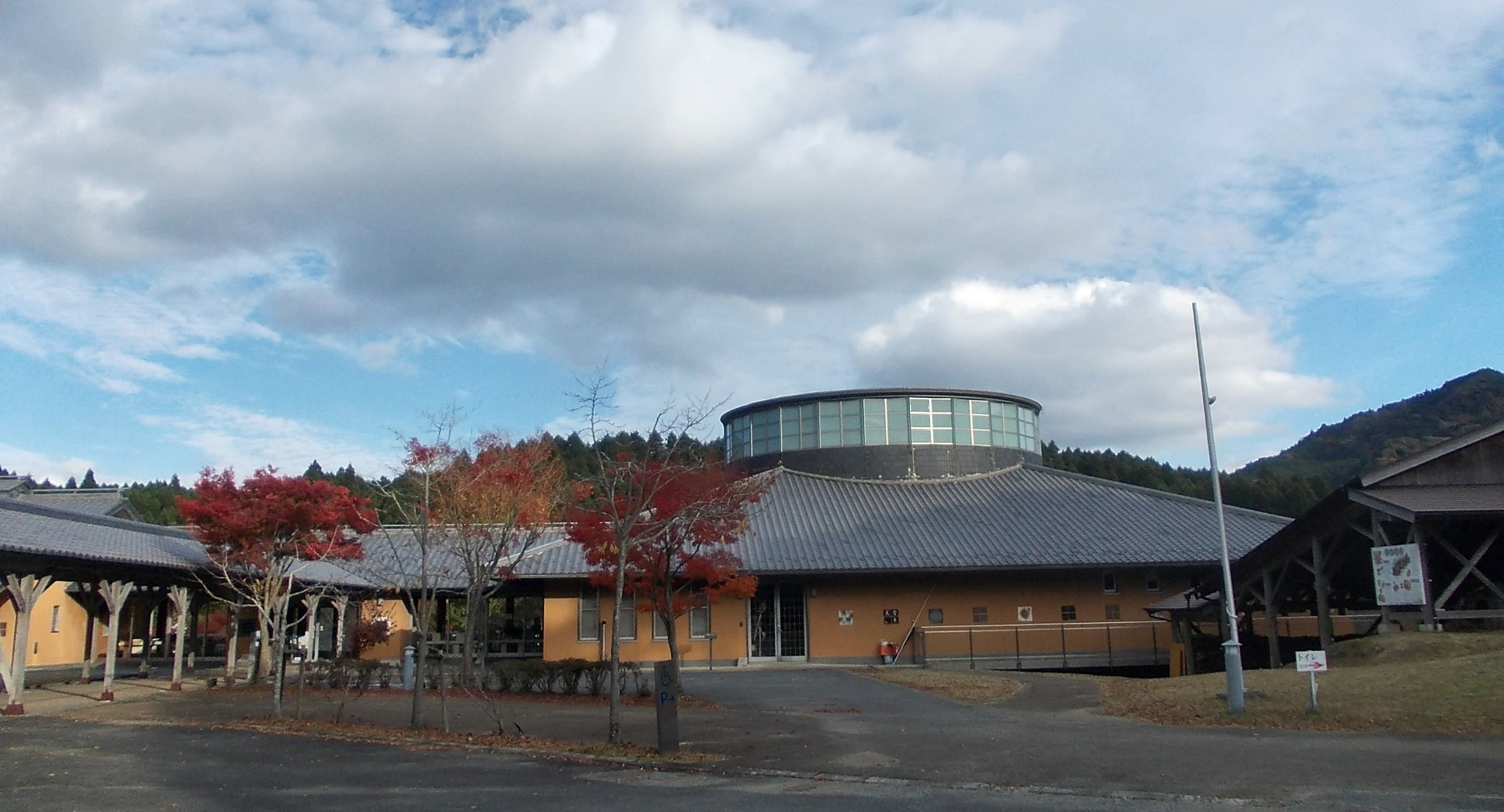
Centre d'exposition de la céramique de Koishiwara.
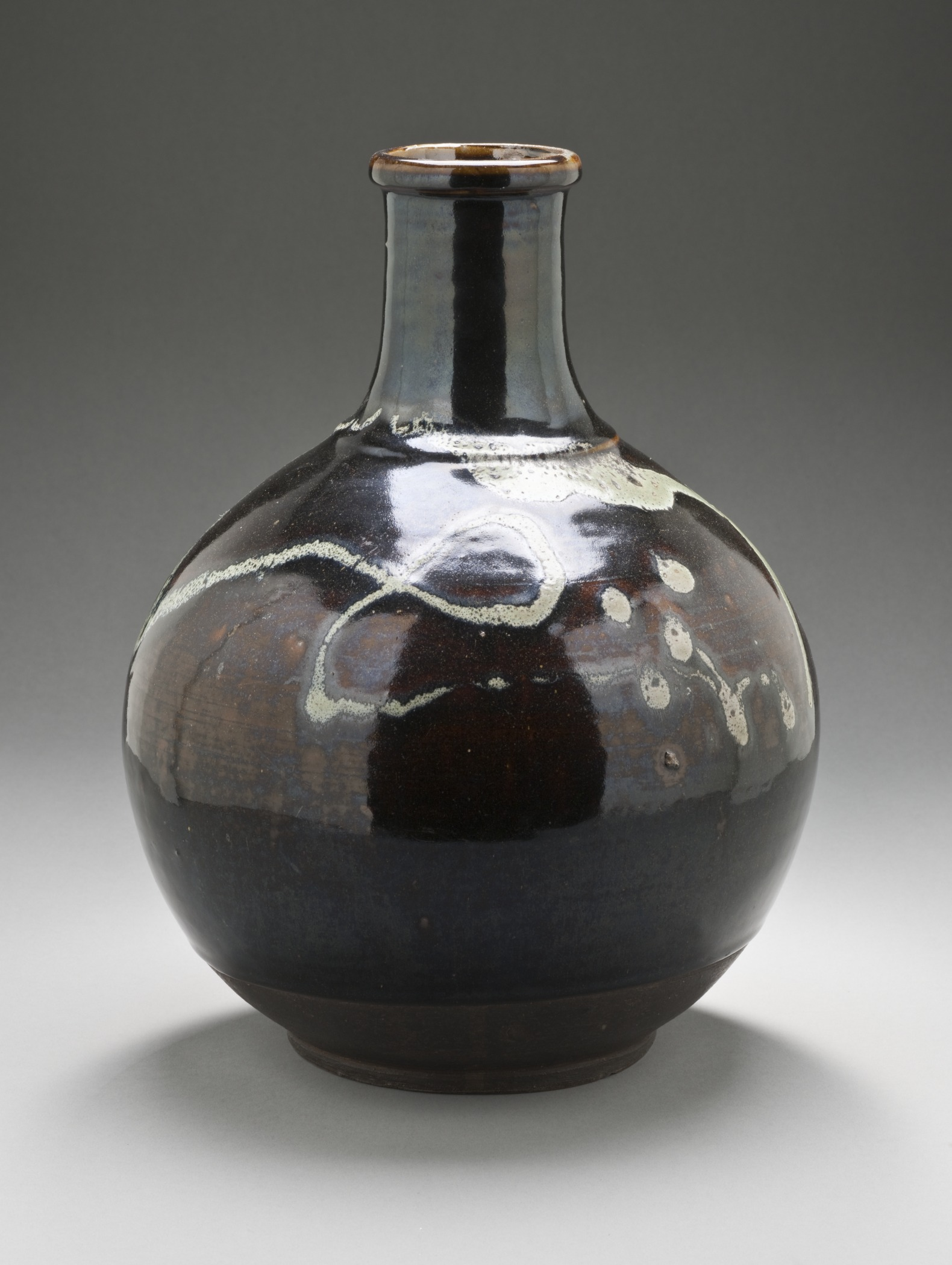
Tokkuri : bouteille à sake en céramique de Koishiwara.